# Gasenyi (vattendrag i Burundi, Bururi)
Gasenyi är ett vattendrag i Burundi.   Det ligger i provinsen Bururi, i den centrala delen av landet, 70 kilometer sydost om huvudstaden Bujumbura.
I omgivningarna runt Gasenyi växer huvudsakligen savannskog. Runt Gasenyi är det ganska tätbefolkat, med 124 invånare per kvadratkilometer.